# Wetumpka (Alabama)
Wetumpka é uma cidade localizada no estado americano de Alabama, no Condado de Elmore.

## Demografia
Segundo o censo americano de 2000, a sua população era de 5726 habitantes.
Em 2006, foi estimada uma população de 7313, um aumento de 1587 (27.7%).

## Geografia
De acordo com o United States Census Bureau, a localidade tem uma área de 23,0 km², dos quais 22,0 km² cobertos por terra e 1,0 km² cobertos por água. Wetumpka localiza-se a aproximadamente 85 m acima do nível do mar.

## Localidades na vizinhança
O diagrama seguinte representa as localidades num raio de 24 km ao redor de Wetumpka.